# Cerbalus ergensis
Cerbalus ergensis là một loài nhện trong họ Sparassidae.
Loài này thuộc chi Cerbalus. Cerbalus ergensis được Peter Jäger miêu tả năm 2000.